# Amtssitz

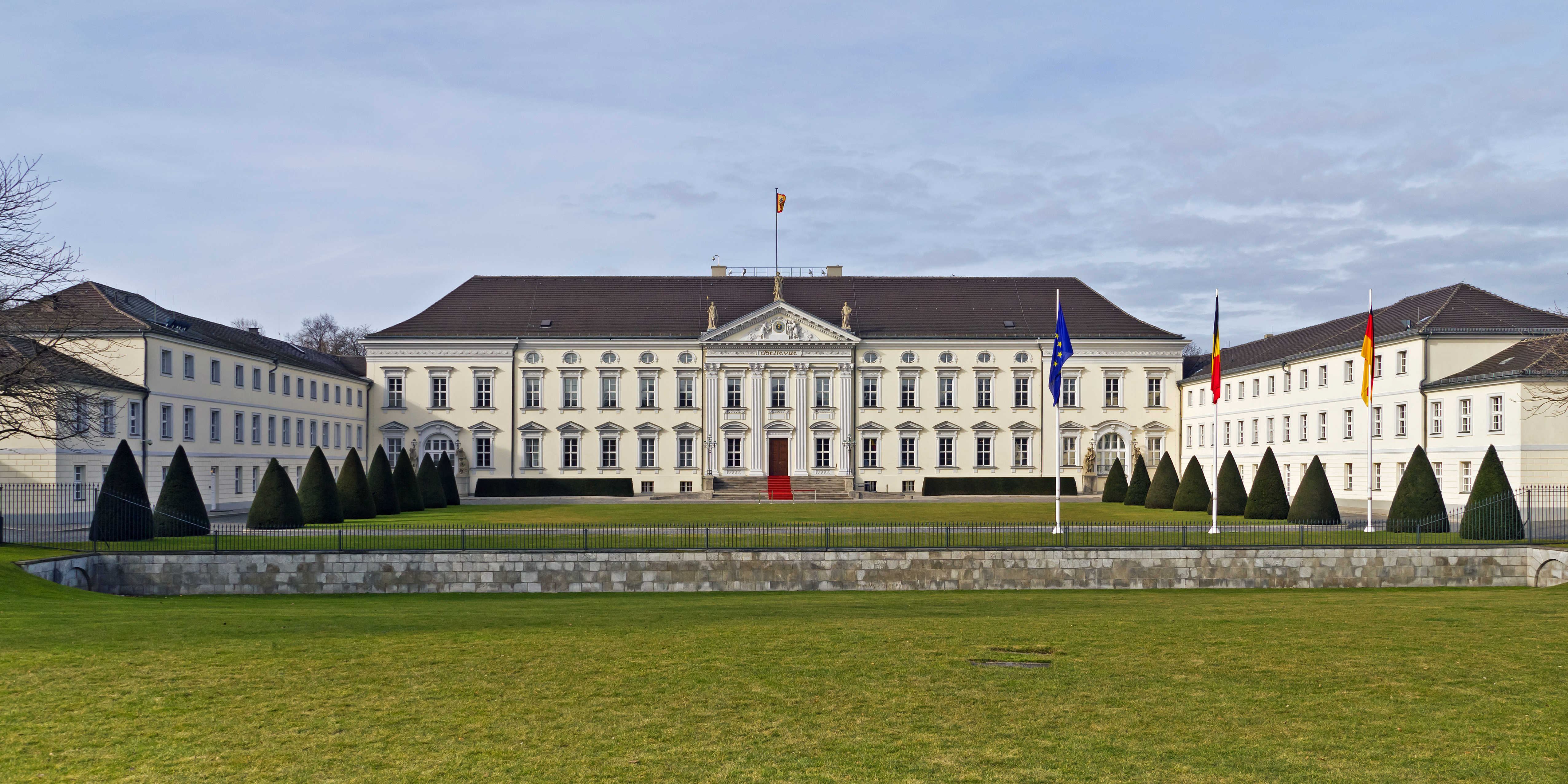
Das Schloss Bellevue ist Amtssitz des deutschen Bundespräsidenten.

Der Amtssitz bezeichnet ein Gebäude oder ein Gebäudeensemble, in dem das Staatsoberhaupt eines Landes oder seiner Teilstaaten residiert. Es befindet sich meist vom eigentlichen Regierungssitz getrennt und dient vorwiegend repräsentativen bzw. protokollarischen Zwecken. Der Amtssitz als solcher beschränkt sich auf Länder, in denen das Staatsoberhaupt eine einzelne und gewählte Person ist, scheidet also für Monarchien aus. Beispielsweise hat der König des Vereinigten Königreichs Charles III. keinen Amtssitz, sondern residiert im Buckingham-Palast.
In Deutschland werden auch die Sitze verschiedener Behördenleiter als Amtssitz bezeichnet.
Beispiele für Amtssitze sind:
- Chevening House, Amtssitz sowohl des britischen Außenministers als auch des Vizepremierministers
- Cumhurbaşkanlığı Sarayı, Amtssitz des türkischen Staatspräsidenten
- Élysée-Palast, Amtssitz des französischen Staatspräsidenten
- Europa-Gebäude, Amtssitz des Präsidenten des Europäischen Rates
- Hofburg, Amtssitz des österreichischen Bundespräsidenten
- Malacañang-Palast, Amtssitz des Präsidenten der Philippinen
- Moskauer Kreml, Amtssitz des Präsidenten der Russischen Föderation
- Istana Nurul Iman, Amtssitz des Sultans von Brunei
- Schloss Bellevue, Amtssitz des deutschen Bundespräsidenten
- Neues Staatshaus, Amtssitz des Präsidenten Namibias
- Weißes Haus, Amtssitz des Präsidenten der Vereinigten Staaten
- Casa Rosada, Amtssitz des Präsidenten von Argentinien
- Krainer Landhaus, Ljubljana